# 南利德希爾 (阿肯色州)
南利德希爾（英語：South Lead Hill）是一個位於美國阿肯色州布恩縣的城鎮。根據2020年美國人口普查，該地人口為86人，而該地的面積約為0.42平方千米。

## 地理
南利德希爾的座標為36°23′39″N 92°54′20″W / 36.39417°N 92.90556°W，而該地的平均海拔高度為256米（即840英尺）。